# Elijahu Eli'ezer Dessler
Elijahu Eli'ezer Dessler (30. května 1892 [dle juliánského kalendáře] Homel – 31. prosince 1953 Bnej Brak) byl rabín a filosof.

## Život
Základní znalosti Tóry získal od svého otce, rabína Re'uvena Dova Desslera, který byl přívržencem musaru – hnutí, které se zrodilo mezi mitnagdim. Ve 13 letech ho otec poslal do Kelmu, kde začal studovat na tamější ješivě. Na těchto studiích strávil celkem 18 let, z toho několik let z důvodů potíží během první světové války pobýval v Homlu, který byl v té době významným střediskem chasidismu. Mezi významné učitele, kteří ovlivnili myšlení mladého Elijaha, patřil rabín Zwi Hirsch Braude, jenž byl žákem a zároveň zetěm rabína Simchy Zissla Sieffa, který byl nejvýznačnějším pokračovatelem myšlenek Jisra'ele Lipkina Salantera – zakladatele hnutí musaru. Pobyt v Homlu však mladého Eliahua vystavil i vlivu chasidismu, takže se z něj v pozdějších letech stal uznávaný myslitel, jenž proslul tím, že spojoval prvky učení musaru a chasidismu.
Poté, co se mladý Elijahu oženil s Blume, dcerou rabína Nachuma Velvela Sieffa, a město Kelmė ovládli bolševici, byl donucen k tomu, aby místo svých studií opustil. Se svou rodinou se nejprve usadil v Rize, kde se chtěl živit obchodní činností, jak bylo v rodině jeho otců zvykem, a zároveň se věnovat učení Tóry. Obchody se však příliš nedařily. Během několika let několikrát změnil místo pobytu, až se nakonec v roce 1927 usadil v Londýně, kde působil jako rabín v synagóze „Ein Yaakov Shul“, která se nacházela ve východní části města. V roce 1934 se stal rabínem o něco větší synagógy, která se nacházela v londýnské části Dalston. Při této synagóze rabín Dessler zřídil soukromou ješivu pro žáky od 16 do 20 let, které připravoval pro vyšší stupeň talmudických studií a které zároveň seznamoval s hlubokými etickými zásadami musaru. Při diskuzích se začaly formovat obrysy později sepisovaných esejů věnovaných nejrůznějším otázkám týkajících se například přirozeného běhu věcí a zázraků, důvěry vůči Bohu, lidské námahy, svobodné vůle a s tím spojené rozhodnosti či odevzdání se osudu.
Vypuknutí druhé světové války bylo příčinou nezměrného utrpení židovstva jako celku, rabína Desslera z toho nevyjímaje. V létě roku 1939 odjela jeho manželka společně s dcerou do Litvy, aby navštívily Desslerova syna, který studoval na ješivě v Telšiai. Jenže se rozpoutala válka a on ztratil na dlouhé měsíce se svou nejbližší rodinou jakýkoliv kontakt. Teprve později se dozvěděl, že se jeho ženě s dětmi podařilo uniknout ze spárů antisemitů přes Sibiř a že se jeho syn usadil ve Spojených státech amerických a jeho manželka s dcerou pobývá v Austrálii. Nicméně se svou rodinou se setkal až po skončení války. Mezitím se soustředil na praktickou pomoc svým souvěrcům, kteří procházeli podobnými, ne-li většími utrpeními. V té době si také začal klást tuto otázku: Jaký má Bůh důvod, že mi v tomto čase zachoval život?
Odpověď na výše položenou otázku nalezl v dopise, který v roce 1941 obdržel od rabína Davida Dryana z Gatesheadu. Obsahem dopisu byla výzva, aby byl ve Velké Británii založen ústav vyššího náboženského vzdělání, tzv. kolel, jenž by sloužil ženatým mužům z řad uprchlíků, kteří s výbornými studijními výsledky absolvovali význačné ješivy v Polsku a Litvě. Zpočátku se rabínu Desslerovi zdála být výzva příliš ambiciózní, protože k uskutečnění navrhovaného projektu by bylo zapotřebí v situaci, kdy je celá Evropa v duchovním i materiálním rozkladu, nalézt dostatečné finanční zdroje a celý záměr zajistit i organizačně. Uvědomil si však, že bez takovéhoto ústavu by v blízké budoucnosti nakonec chyběli ti, kdo by byli schopní učit základy judaismu a správně vysvětlovat halachu, přičemž již nyní viděl, jak mnozí pociťují neutuchající „hlad po Tóře“. Na základě toho se rabín Dessler rozhodl, že se pokusí napomoci tomu, aby výzva rabína Dryana byla zrealizována. Při pomyšlení na to, že možná právě proto byl oddělen od své rodiny, začal v následujících letech v této misi pracovat s neobyčejným zápalem a obětavostí.
V Gatesheadu se nakonec podařilo pod vedením rabína Desslera vybudovat důležité židovské vzdělávací centrum, po jehož vzoru v pozdějších letech jeho žáci vybudovali obdobné vzdělávací střediska v Londýně, Manchesteru, Paříži, Aix-les-Bainsu, Trilportu, Tangeru a jiných městech. Finanční prostředky pro chod kolelu rabín Dessler nezískával pouze od nejrůznějších mecenášů, ale i vlastní přednáškovou činností v jiných městech a soukromým vyučování, kdy za úplatu poskytoval lekce z musaru. V tom období vznikly též jeho komentáře k agadám, midrašům a ke knize Zohar.
Po ukončení války se k němu do Gatesheadu vrátila manželka z dcerou. V roce 1948 se však s manželkou přestěhoval do Bnej brak, kde začal působit jako mašgiach ruchani při tamější velké ješivě. V Izraeli se stal velmi známým a ceněným řečníkem, jenž uměl srozumitelně odkrývat hluboké myšlenky musaru a rozebírat otázky týkající se psychologie a židovské filosofie. Svou angažovanost v této oblasti ještě zintenzívnil po roce 1951, kdy mu zemřela jeho žena. Sám ale umírá o dva roky později. Asi rok před svou smrtí se rabín Dessler pokoušel zredigovat výbor svých esejů, aby je mohl vydat v knižní podobě. Ovšem svůj záměr nedokončil. Nicméně první díl výboru jeho textů vyšel v hebrejštině rok po jeho smrti díky úsilí rabínů S. A. Halperna a Aryeha Carmella. Deset let poté byly vydány další dva díly, na jejichž vydání měl tentokrát hlavní podíl rabín Chaim Friedlander. Toto dílo vydávané pod názvem Michtav me-Elijahu (hebrejsky מכתב מאליהו‎) se těší zvláště v Izraeli velké oblibě a v mnoha institucích je používána jako učebnice židovského myšlení.